# Hadassah

Flagge von Hadassah

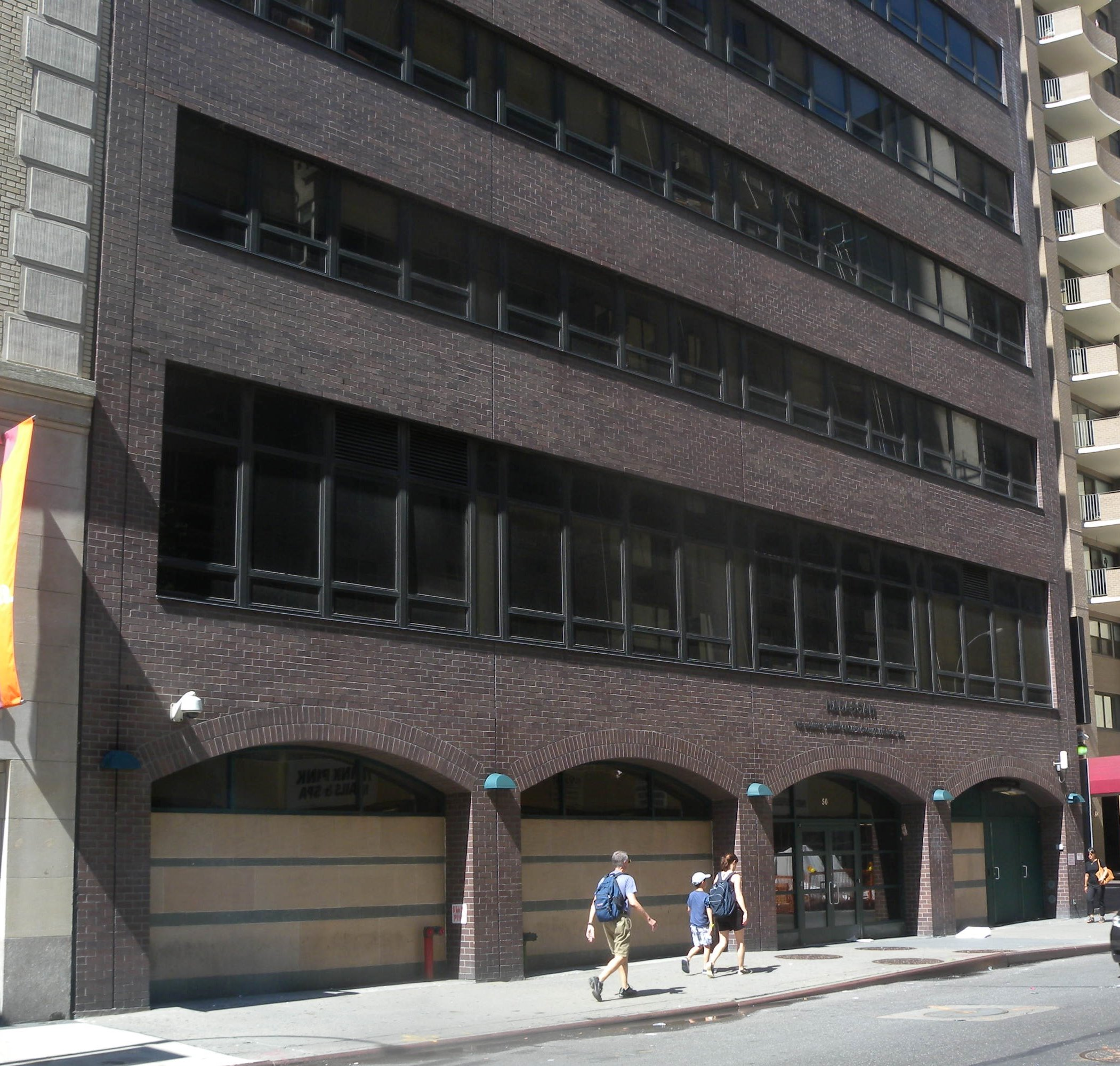
Ehemalige Zentrale von Hadassah in Manhattan

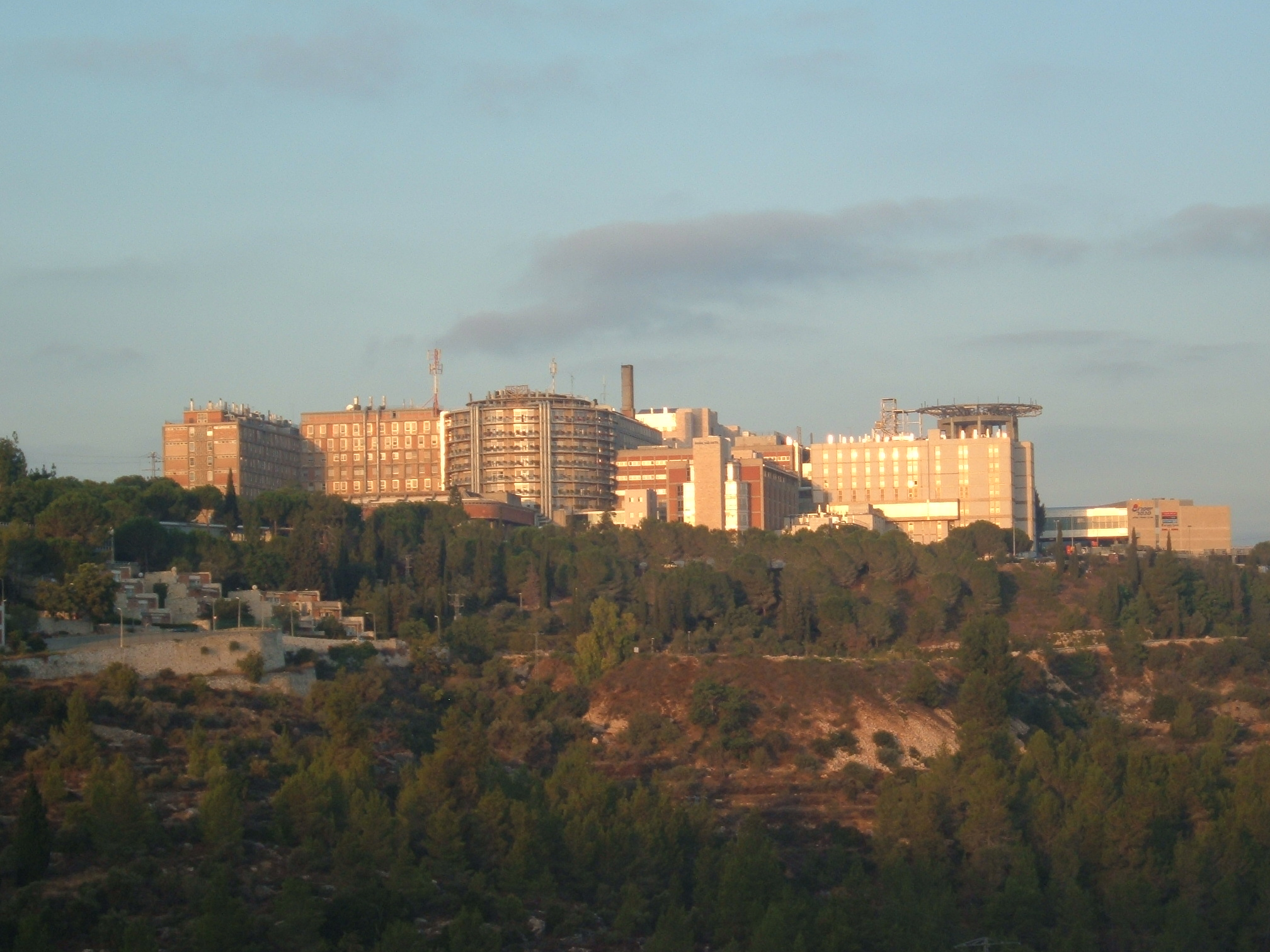
Hadassah University Hospital – Ein Kerem

Hadassah (nach dem hebräischen Wort für Myrte, zugleich jüdischer Name der Königin Esther) ist eine 1912 von Henrietta Szold gegründete zionistische Frauenorganisation in den USA. Sie setzt sich insbesondere für das Gesundheitswesen in Israel und für die Stärkung der Position der Frauen ein. In Israel unterstützt Hadassah die eigene Hadassah Medical Organisation.

## Jerusalemer Krankenhäuser
Die Organisation baute das Hadassah-Hospital zunächst auf dem Skopusberg im Osten von Jerusalem auf, um Juden und Araber medizinisch zu versorgen. Sie eröffnete 1939 eine Krankenpflegeschule und eine Einrichtung für das Medizinstudium. 1942 war der spätere saudische Monarch Faisal im Hadassa-Hospital in Behandlung.
Am 14. April 1948, einen Monat vor der Gründung des Staats Israel, wurde ein Versorgungskonvoi auf dem Weg zum Krankenhaus im Stadtteil Scheich Dscharrah angegriffen. Die britische Armee griff erst nach sechs Stunden ein. Bei diesem Überfall wurden 77 jüdische Ärzte, Krankenschwestern und Patienten getötet und 20 Personen verletzt. Auch der Krankenhausdirektor befand sich unter den Toten.
Nach jahrelangen Diskussionen wurde das Krankenhaus nach Ein Kerem in Westjerusalem verlegt und konnte 1961 eröffnet werden. Der Skopusberg war bis zwischen 1948 und 1967 eine israelische Exklave im jordanisch besetzten Ostjerusalem.
Das ursprüngliche Spital auf dem Skopusberg wurde nach siebenundzwanzigjähriger Unterbrechung am 21. Oktober 1975 wiedereröffnet, sodass es seitdem zwei Hadassah-Krankenhäuser in Jerusalem gibt:
- Das Hadassah University Hospital Ein Kerem im Westen: ⊙
- Das Hadassah Medical Center auf dem Mount Scopus: ⊙

Das Hadassah-Krankenhaus Ein Kerem ist ein Universitätskrankenhaus, an dem auf vielen Feldern geforscht wird. Es ist heute eines der führenden Krankenhäuser im Nahen Osten und wird vollständig aus Spenden und erbrachten medizinischen Leistungen finanziert. Das Motto des Krankenhauses lautet: „Building a better world through medicine“ (Durch Medizin eine bessere Welt erbauen). Getreu diesem Motto steht das Hadassah-Krankenhaus allen Menschen der Region offen, unabhängig von Religion, Geschlecht oder Staatsangehörigkeit.

## Kunst
Das Hadassah-Krankenhaus in Ein Kerem beherbergt in der hauseigenen Synagoge die berühmten zwölf Buntglasfenster von Marc Chagall, welche die 12 Stämme des Volkes Israel bzw. die 12 Söhne Jakobs darstellen.

## Organisationen
Neben der Hadassah-Organisation, die nur in Amerika tätig ist, gibt es noch:
- Hadassah International (Botschafterinnen Veronica Ferres[4] und Judith Epstein[5])
- Young Hadassah International (ein Netzwerk von Jugendlichen und jungen Erwachsenen)
- Hadassah Deutschland (mit Sitz in München)
- Hadassah Switzerland (mit Sitz in Zürich)